# Луковит (община)
Луковит (болг. Община Луковит) — община в Болгарии. Входит в состав Ловечской области. Население составляет 21 288 человек (на 21.07.05 г.).

## Состав общины
В состав общины входят следующие населённые пункты:

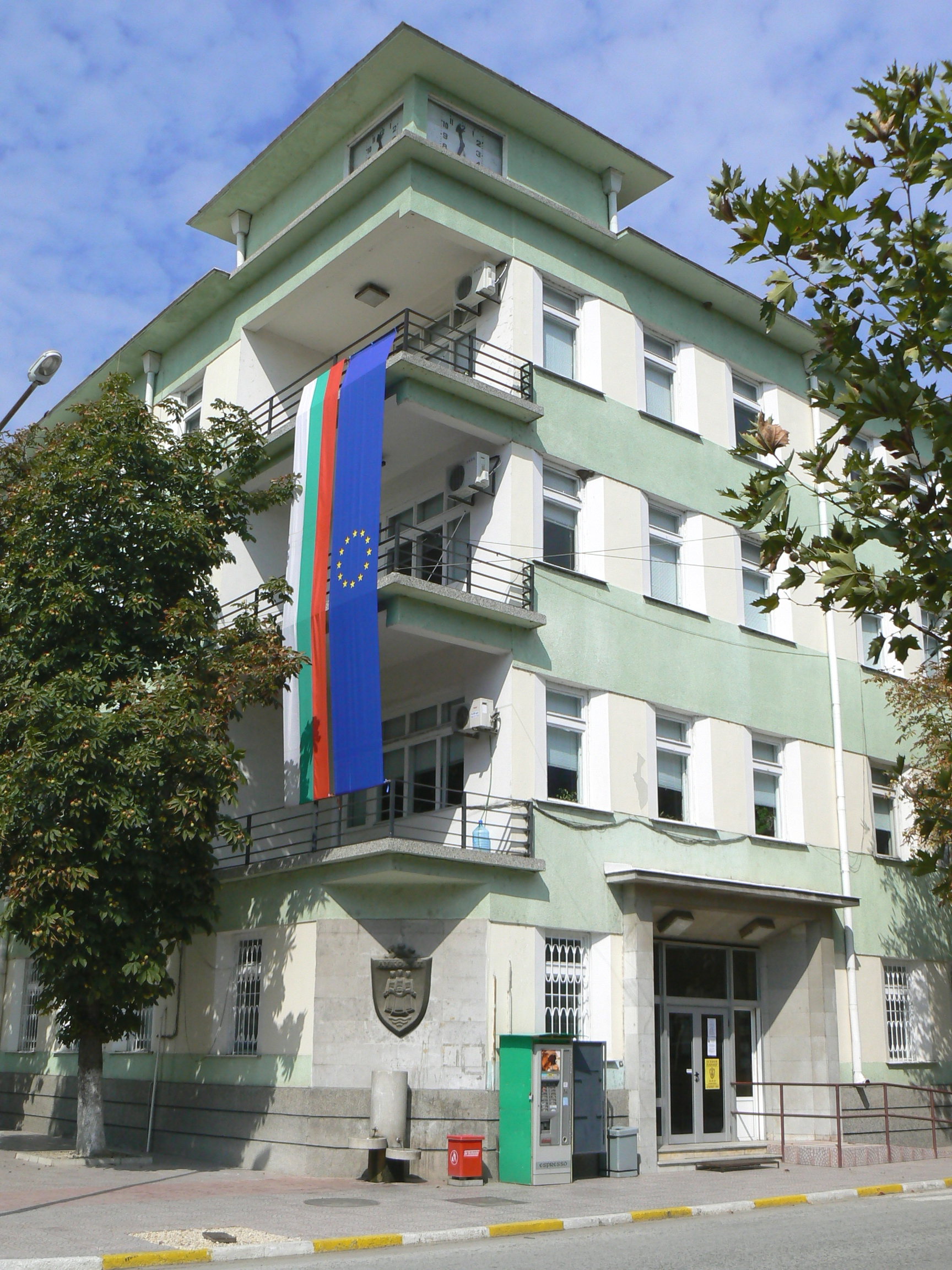

1. Бежаново
2. Беленци
3. Дерманци
4. Дыбен
5. Карлуково
6. Луковит
7. Петревене
8. Пештерна
9. Румянцево
10. Тодоричене
11. Торос
12. Иглен